# Leptotyphlops longicaudus
Leptotyphlops longicaudus este o specie de șerpi din genul Leptotyphlops, familia Leptotyphlopidae, descrisă de Peters 1854. Conform Catalogue of Life specia Leptotyphlops longicaudus nu are subspecii cunoscute.